# Punta Peñón
La punta Peñón (en inglés: Trulla Bluff) es una punta cubierta de nieve que marca el extremo oriental de la isla Blanco, en las islas Sandwich del Sur. La Dirección de Sistemas de Información Geográfica de la provincia de Tierra del Fuego cita la punta en las coordenadas 59°00′00″S 26°30′00″O / -59.00000, -26.50000.

## Historia
El sitio fue llamado acantilado Glaciar (en inglés: Glaciar Bluff) por el personal británico de Investigaciones Discovery a bordo del RRS Discovery II. En ese idioma se cambió el nombre haciendo referencia al ballenero noruego Trulla que visitó las islas en 1911.
La isla nunca fue habitada ni ocupada, y como el resto de las Sandwich del Sur se encuentra bajo control del Reino Unido que la hace parte del territorio británico de ultramar de las Islas Georgias del Sur y Sandwich del Sur, y es reclamada por la República Argentina, que la hace parte del departamento Islas del Atlántico Sur dentro de la provincia de Tierra del Fuego, Antártida e Islas del Atlántico Sur.